# 光明寺 (東京都港区)
光明寺（こうみょうじ）は、東京都港区にある浄土真宗本願寺派の寺院。梅の花で有名。徳川家康は光明寺の梅を喜び、3代将軍・家光は「梅上山」の山号を贈り、江戸時代には幕府への新年寺社献上の第1番は光明寺の梅とされていた。

## 歴史

### 創建から改称まで
鎌倉時代はじめの1212年（建暦2年）、天台宗の僧・了栄が、桜田霞ヶ関の地に、真色山・常楽寺（光明寺の旧称）を創建。一説に1250年（建長2年）の創建ともいう。1226年（嘉禄2年）、了栄は親鸞の教化を受けて、浄土真宗に宗旨を改めた。

室町時代の1540年（天文9年）、常楽寺から「光明寺」へ改称。

### 江戸時代
江戸時代のはじめの1604年（慶長9年）
、江戸城を造営するため霞ヶ関から現在の場所に移転。

1645年（正保2年）、第3代将軍・徳川家光が光明寺を訪問し、祖父の家康が光明寺の梅を献上され喜んだ故事にちなみ、山号を真色山から「梅上山」（現在の山号）に改めるよう命じた。

1772年（明和9年）、明和の大火で境内へ避難してきた人々が数多く焼死。供養のため「焼死人の墓」を建立（港区指定文化財）。

画僧で漢詩人の雲室は26代目の住職。書家の生方鼎斎の墓もある。

### 明治から現在まで
明治維新の廃仏毀釈で仏教と僧侶の地位が失墜するなかで、1880年（明治13年）、富山県出身の石上北天（第29世住職）が光明寺へ入寺した。北天は「建白和尚」とも呼ばれ、廃仏毀釈で低下した仏教の地位向上に尽力した。

1945年（昭和20年）東京大空襲により、仮本堂などが全焼。その後、復興。

現在は、伝統仏教の寺院としての活動の他、一般向けの催しとして「法話会」「仏教講座」「神谷町オープンテラス」「おあさじ（朝のお勤め）」「テンプル・モーニング（朝掃除の会）」「お寺の音楽会 誰そ彼」「法律相談」なども行っている。現在の住職は石上和敬（いわがみ わけい）。

## 文化財
- 弥陀種子板碑（指定 H27.10.14）[9]

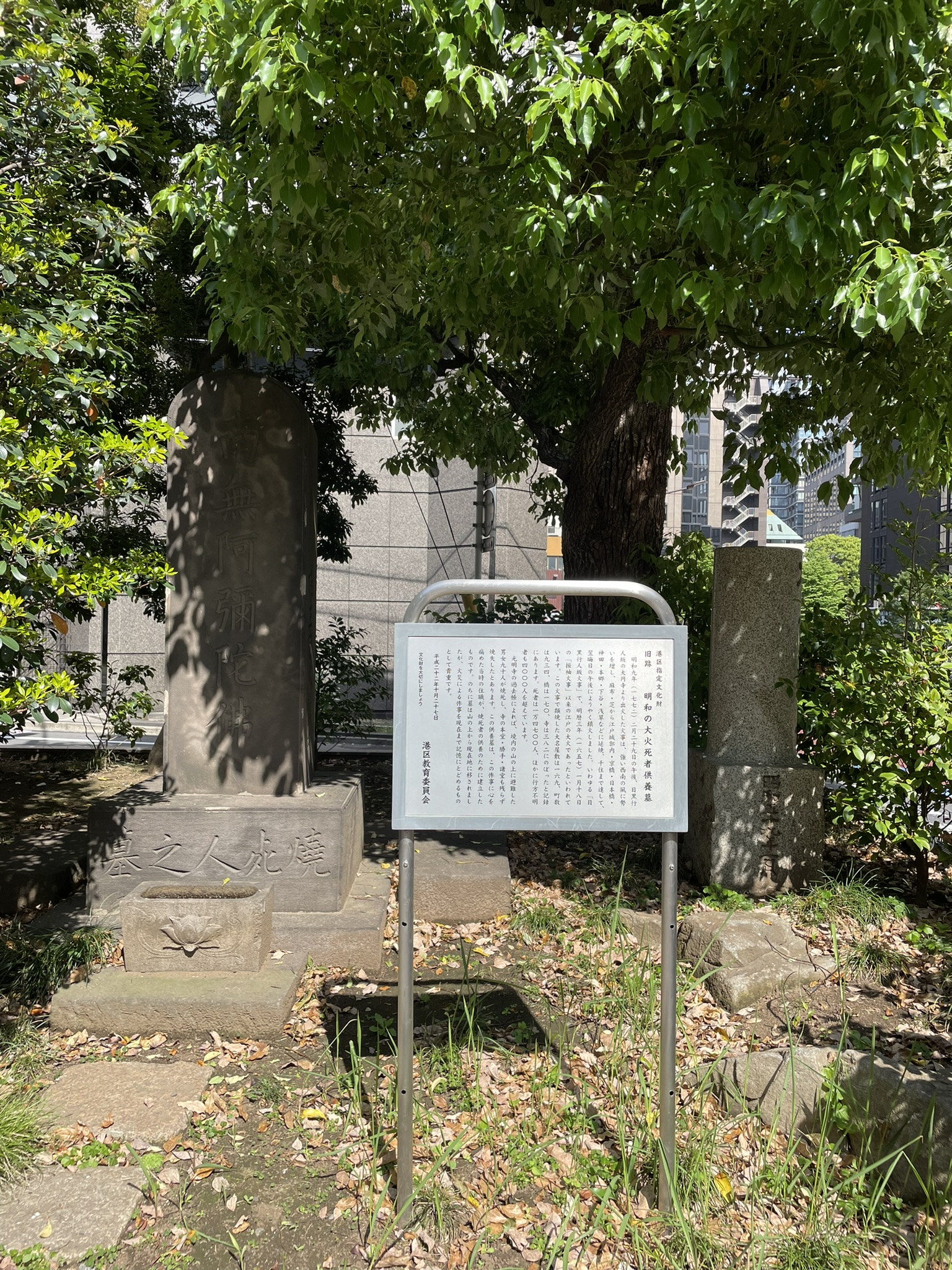
明和の大火死者供養墓

- 明和の大火死者供養墓（指定 H22.10.27）[10]

## 交通アクセス
- 東京メトロ日比谷線神谷町駅より徒歩約2分。

## ギャラリー

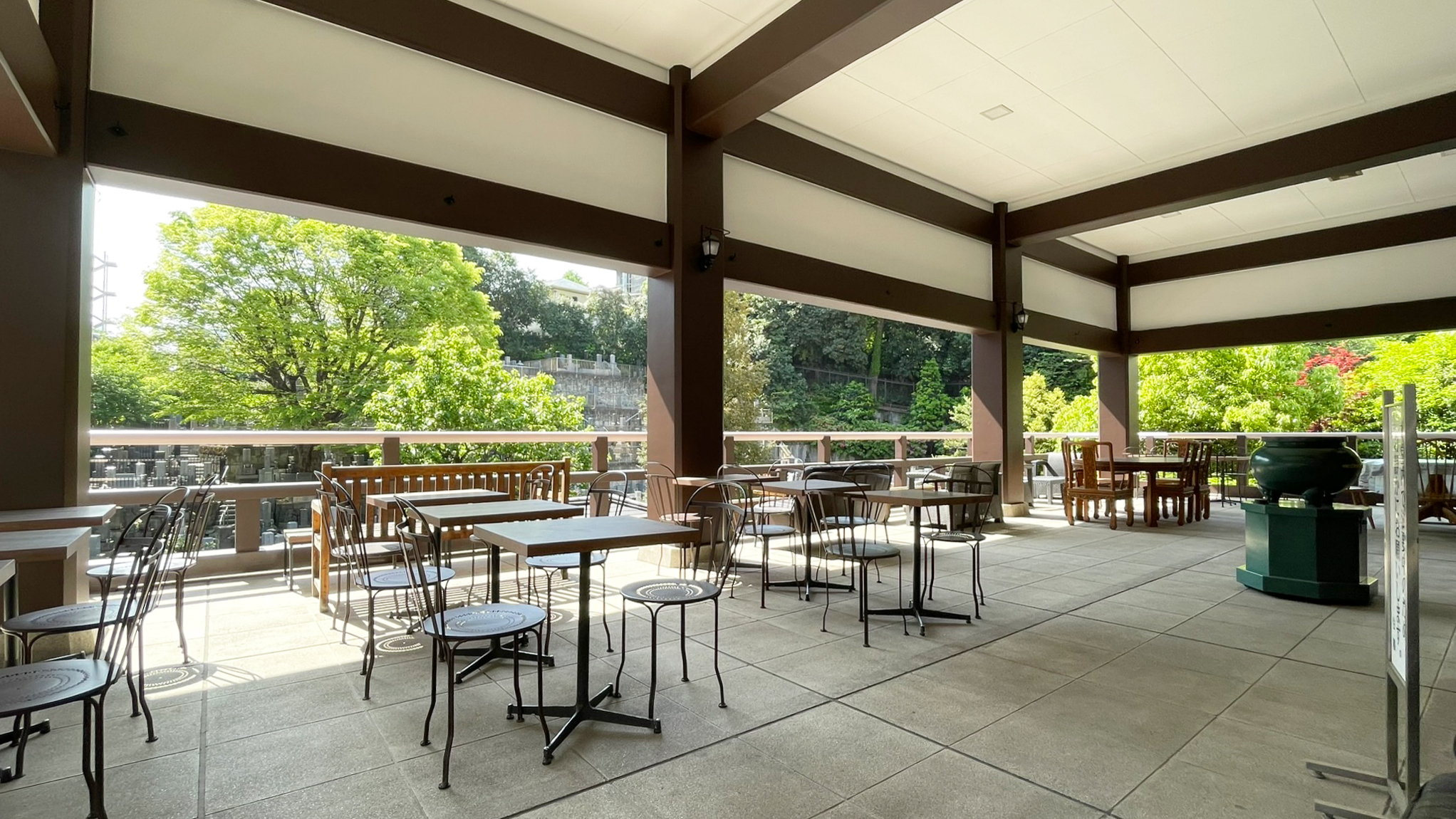
本堂の前のテラス
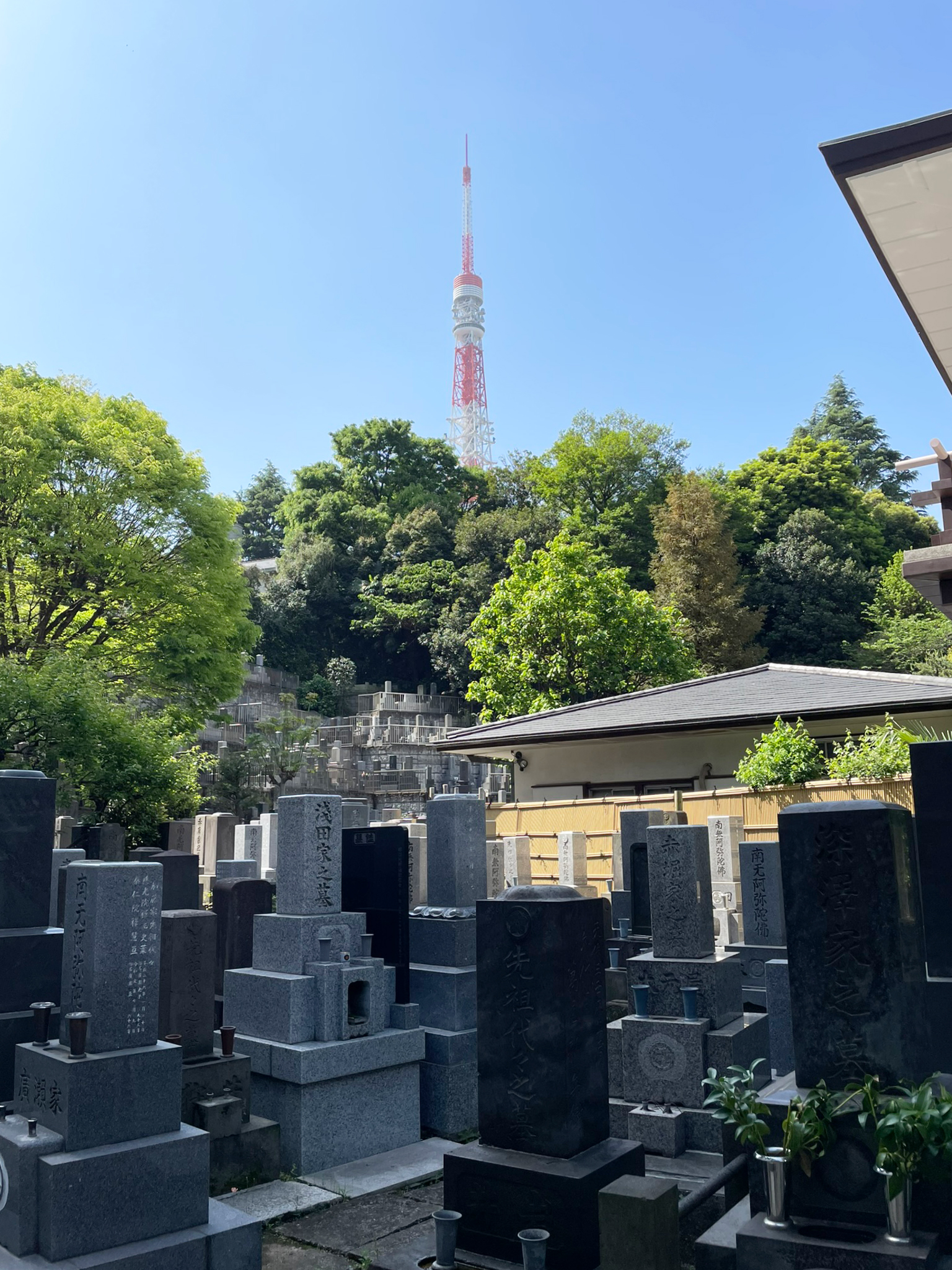
墓地から東京タワーをのぞむ